# Lemnalia laevis
Lemnalia laevis is een zachte koraalsoort uit de familie Nephtheidae. De koraalsoort komt uit het geslacht Lemnalia. Lemnalia laevis werd in 1931 voor het eerst wetenschappelijk beschreven door Thomson & Dean. 